# Hans Johner
Hans Johner (Basilea, 7 de gener de 1889 — Thalwil, 2 de desembre de 1975) fou un músic i jugador d'escacs suís. Era el germà petit del també jugador d'escacs Paul Johner. Va obtenir el títol de Mestre Internacional el 1950.

## Músic
Hans Johner fou un músic rellevant a Suïssa. Als set anys, anà a viure amb la seva família a Frankfurt, i després a Berlín, on hi va estudiar música en un conservatori. Va retornar a Suïssa el 1910, on va formar part durant 45 anys de l'orquestra Zürcher Tonhalle de Zúric, com a professor de violí i de viola.

## Resultats destacats en competició
Hans Johner inicià la seva carrera escaquística amb 17 anys, al torneig secundari d'Oostende 1906, on va acabar 2n. Fou sense discussió el millor jugador suís de la dècada dels 1930. Entre 1928 i 1930, entre ell i el seu germà Paul, varen guanyar 9 dels 10 campionats suïssos. Johner va guanyar, en total, 12 Campionats de Suïssa (tres vegades ex aequo). A l'important torneig de Zuric 1934 (guanyat per Aleksandr Alekhin) hi acabà 9è, però va aconseguir guanyar Aaron Nimzowitsch, un dels millors jugadors mundials del moment.

## Competicions internacionals per equips
Johner va jugar, representant Suïssa, en tres Copes Clare Benedict (torneig europeu per equips), els anys 1955, 1957, i 1961, amb un resultat de 6 punts de 12 partides, un 50,0% (+2,=8,-2). També va participar en Olimpíades d'escacs.

### Olimpíades d'escacs
Johner va defensar Suïssa en tres Olimpíades d'escacs oficials (1927, 1931, i 1956), i en una de no oficial (1924). A l'Olimpíada de 1931, a Praga, va guanyar, entre d'altres, els forts jugadors Akiba Rubinstein i Vladas Mikenas.
| Any  | Olimpíada                       | Ciutat  | Tauler     | Guanyades | Taules | Perdudes | Punts | %     | Class.Equip |
| ---- | ------------------------------- | ------- | ---------- | --------- | ------ | -------- | ----- | ----- | ----------- |
| 1924 | I Olimpíada d'escacs no oficial | París   | 3r         | 3         | 7      | 3        | 6.5   | 50,0% | 3r (de 18)  |
| 1927 | I Olimpíada d'escacs            | Londres | 1r         | 4         | 6      | 3        | 7     | 53,8% | 8è (de 16)  |
| 1931 | IV Olimpíada                    | Praga   | 1r         | 4         | 4      | 7        | 6     | 40,0% | 12è (de 19) |
| 1956 | XII Olimpíada                   | Moscou  | 1r suplent | 0         | 5      | 1        | 2.5   | 41,7% | 9è (de 34)  |

## Partides destacades
- Aleksandr Alekhin vs Hans Johner, Zuric 1934, obertura Ruy López, defensa Morphy, variant Steinitz diferida, C79, 1-0
- Hans Muller vs Hans Johner, Zuric 1934, defensa índia de rei, E70, 0-1

## Altres activitas relacionades amb els escacs
Hans Johner fou també un destacat compositor de problemes d'escacs. En va fer prop de 200, recollits per G. Baumgartner al llibre Kostbarkeiten der Problemkunst.
També va ser titular, durant 57 anys, de la columna d'escacs del diari Neuen Zücher Zeitung.